# 埃米尔·哈查
埃米尔·多米尼克·约瑟夫·哈查（捷克語：Emil Dominik Josef Hácha，1872年7月12日—1945年6月27日），捷克政治人物、法官与律师，1896年毕业于布拉格大学法学系，1925年后担任捷克斯洛伐克最高法院院长。1938年《慕尼黑協定》签订后，其于11月30日担任捷克斯洛伐克总统。1939年3月15日，哈查与德国元首阿道夫·希特勒会面，在德国高官的恫吓下被迫签署文件，宣告捷克斯洛伐克的亡国。次日，波希米亚和摩拉维亚保护国作为纳粹德国的傀儡政權成立，哈查继续出任该政权的总统，直至1945年5月捷克斯洛伐克光复。同年5月13日，哈查被时任内政部长、共产党高官瓦茨拉夫·诺塞克下令逮捕，并于6月27日在布拉格的监狱病卒，享年72岁。

## 法律事業
哈查生於1872年7月12日的南波希米亞特爾霍韋斯維尼。中學讀於捷克布傑約維采，後進入布拉格大學攻讀法律。1896年成為法學博士。之後在布拉格的波希米亞王國國務會議（僅有限權力）工作。不久，一次大戰爆發，他在維也納的最高行政法院（負責內萊塔尼亞的部分）擔任法官。
戰後1918年，哈查成為捷克斯洛伐克共和國的最高行政法院法官，1919年成副主席。1925年成該法院的主席。他成為在捷克斯洛伐克知名的法律工作者，並精通在英美法系與國際法。他也是英國文學的翻譯人，藝術及詩的收藏家，也為立法會的成員。

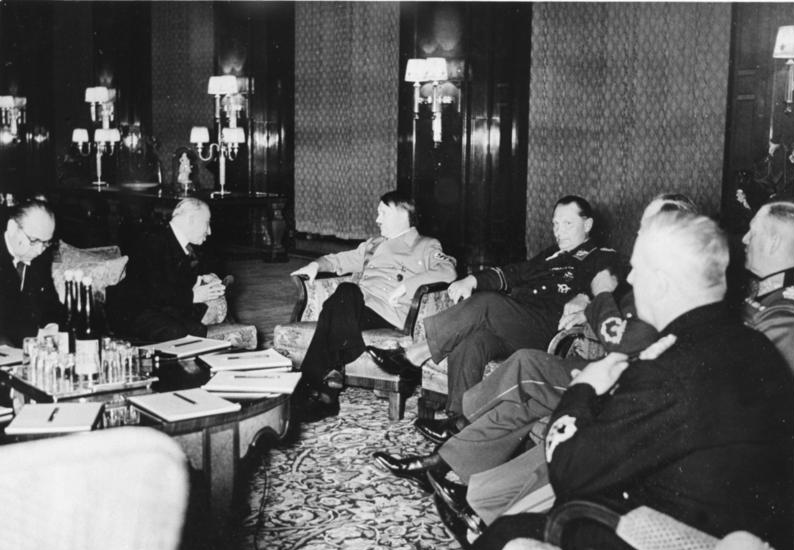
1939年3月，哈查在柏林與希特勒、戈林會面。

## 总统生涯
在慕尼黑協定之後，1938年11月30日總統愛德華·貝奈斯選定哈查為其繼任者。他被選中的原因是其天主教及保守右派，並與政府較無太大涉入。1939年3 月14日，希特勒邀請哈查到柏林的總理府，希特勒故意讓他等待了幾個小時。最後3月15日1點，才見到希特勒。希特勒告訴哈查，德國軍隊即將入侵捷克斯洛伐克，且捷克的邊境防禦工事皆在德國的控制之下。希特勒給哈查兩個選擇，一為與德國合作，「讓德國軍隊進入，將以寬容方式的進行」，並「保證捷克斯洛伐克擁有自己自足的生活、自治及適度的國家自由」否則將面臨「…抵抗將受到武力破壞，並用盡一切手段」，四點時，哈查因戈林以轟炸布拉格威脅而心脏病發。哈查聯络布拉格當局，將簽署使捷克斯洛伐克「讓渡」給德國。

保護國總統代表旗

1939年3月16日德軍佔領後，共和國政府被廢除，而哈查的總統職位被保留，但被迫必須向希特勒及其任命的保護長官康斯坦丁·馮·紐賴特宣誓。他曾抗議德國的政策以及對捷克的德意志化，但沒什麼效果。他還暗中與捷克斯洛伐克流亡政府合作。
1942年，紐賴特被希特勒認為不夠嚴厲後而被去職，因而海德里希成為代理保護長官。哈查則徹底失去對國家事務的影響力，成了一個傀儡。他的許多同事及好友被逮捕、槍殺及送往集中營。因為海德里希的恐怖行動的統治方法，使得哈查認為只有與佔領者配合才是幫其國家與人民的唯一方法。
1945年5月9日布拉格攻勢，哈查在5月14日被逮捕，並立即送到監獄醫院，並在6月26日死亡，死因不明。去世，被匿名葬於Vinohrady的墓地，在之後才有了標記。

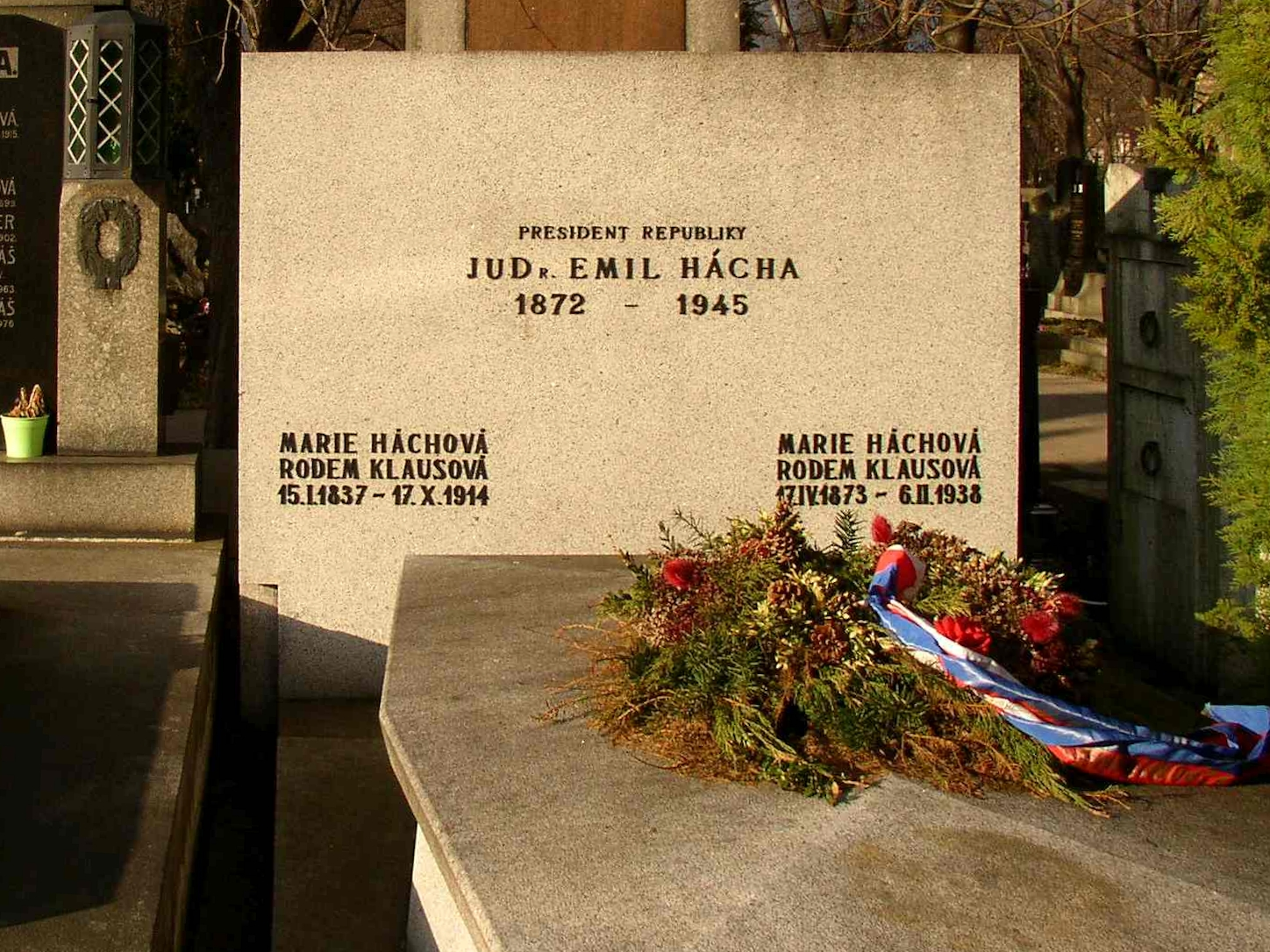
哈查之墓的現況